# Knud Rasmussens Højskole
Knud Rasmussens Højskole  er en grønlandsk højskole i Sisimiut, som blev grundlagt i 1962 og opkaldt efter polarforskeren Knud Rasmussen. Højskolen er placeret i den østlige udkant af byen nær den gamle heliport. Højskolen den første højskole i Grønland, og er den ene af i alt 2 grønlandske højskoler. Den anden, arbejderhøjskolen Sulisartut Højskoliat ligger i Qaqortoq.
Knud Rasmussens Højskole er en grundtvigsk præget højskole. Skolen blev bygget på initiativ af Grønlands Landsråd, der nedsatte en arbejdskomité, som mest bestod af folk fra danske højskolekredse i 1950'erne. Foreningen Kirkeligt Samfund af 1898 skaffede de første økonomiske midler, som blev suppleret med gaver fra foreninger, fonde og private personer. Bygningerne er tegnet af den danske arkitekt Tage Nielsen på bestilling af denne kreds.
I 1977 blev højskolen udvidet med afdelingen kvindehøjskolen ”Arnat Ilinniarfiat”, hvor eleverne kunne tage en erhvervsuddannelse i at lave en grønlandsk nationaldragt fra bunden, herunder skindbehandling, syning af de mange dele, som dragten består af og broderiteknikker. Kvindehøjskolen er siden blevet adskilt fra Knud Rasmussens Højskole.
Højskolen har plads til 49 elever. Der er 18 enkeltværelser og 11 dobbeltværelser, og 2 lejligheder, der benyttes som handicapboliger.
Højskolen tilbyder højskoleophold af ca. 8 måneders varighed bestående af 2 moduler af hver 16 ugers ophold, hvor eleverne blandt andet undervises i fagene: dansk, engelsk, grønlandsk, Grønlands historie, kultur, drama, håndarbejde, økonomi styring , personlig udvikling og idræt. Desuden afholder højskolen kortere kurser som familiehøjskole, samt ordblinde kurser. I sommerperioden, når der ikke er elever, bliver højskolen brugt som kursussted for foreninger og organisationer.